# Olgica Batić
Olgica Batić (en serbe cyrillique : Олгица Батић ; née le 7 décembre 1981 à Belgrade) est une femme politique serbe. Elle est présidente du Parti démocrate-chrétien de Serbie (DHSS) et députée à l'Assemblée nationale de la République de Serbie,.

## Biographie
Olgica Batić est née le 7 décembre 1981 à Belgrade ; son père est Vladan Batić (1949-2010), le futur président du Parti démocrate-chrétien de Serbie (DHSS). Elle effectue ses études élémentaires et moyennes à Obrenovac puis ses études secondaires à Belgrade. Elle suit les cours de la Faculté de droit de l'université de Belgrade dont elle sort diplômée. Après ses études, elle rejoint l'équipe d'avocats du DHSS. Après la mort de son père le 29 décembre 2010, elle devient présidente du parti au congrès du 3 septembre 2011.
Lors des élections législatives serbes de 2012, elle participe à la coalition Un choix pour une vie meilleure, soutenue par le président sortant Boris Tadić. La coalition recueille 863 294 voix, soit 22,06 % des suffrages, ce qui lui vaut 67 sièges à l'Assemblée. Olgica Batić est élue députée et s'inscrit au groupe parlementaire « Mouvement serbe du renouveau-Parti démocrate chrétien de Serbie », dont elle est la vice-présidente,.
À l'assemblée, elle participe aux travaux de la Commission des questions administratives, budgétaires, des mandats et de l'immunité et, en tant que suppléante, à ceux de la Commission des questions constitutionnelles et législatives.